# 国民老公 (网络剧)
《国民老公》（英語：Pretty Man），2018年中国偶像剧，本剧改编自叶非夜的原创小说《国民老公带回家》，由熊梓淇、李溪芮、虞祎杰、赵尧珂领衔主演，腾讯视频于2018年1月15日每週一至週三 晚上20:00首播，共28集。

## 集數概況
| 季數 | 季數 | 集數 | 首播日期      | 劇終日期       |
| ---- | ---- | ---- | ------------- | -------------- |
|      | 1    | 28   | 2018年1月15日 | 2018年2月7日   |
|      | 2    | 26   | 2019年9月23日 | 2019年10月14日 |

## 播出时间
| 频道     | 所在地   | 播映日期      | 播出时间           | 备注 |
| -------- | -------- | ------------- | ------------------ | ---- |
| 腾讯视频 | 中国大陆 | 2018年1月15日 | 每週一至週三 20:00 |      |

## 演员列表

### 主要演员
| 演員   | 角色   | 介紹 |
| 熊梓淇 | 陆瑾年 | 當紅男星，人稱國民老公，同時也是領譽傳媒總裁。許嘉木同父異母的哥哥。假扮許嘉木與喬安好假結婚。與喬安好互相喜歡卻沒有表明心意，總是互相誤會、錯過，導致自己愛了對方十一年。最後有情人終成眷屬，終為乔安好的丈夫。但在最後一集又留下一個伏筆。                                   |
| 李溪芮 | 乔安好 | 喬家千金，陆瑾年的妻子，化名喬伊在娛樂圈出道，是個十八線演員。幼時父母雙亡，被叔叔嬸嬸收養。知道陸瑾年假扮許嘉木還是答應假結婚，與陸瑾年互相喜歡卻沒有表明心意，總是互相誤會、錯過，導致自己愛了對方十一年。最後有情人終成眷屬，終為陸瑾年的妻子。但在最後一集又留下一個伏筆。 |
| 虞祎杰 | 许嘉木 | 韓氏集團繼承人，創立電競戰隊，因車禍昏迷，外界以為清醒並與喬安好結婚。喜歡宋相思，不知道宋相思其實是被自己的母親趕走，也不知道宋相思骗了他说孩子已经拿掉了。雖然看見宋相思另嫁他人，但還是不肯放下她。                                                                         |
| 赵尧珂 | 宋相思 | 當紅女星，陸瑾年圈內好友。喜歡許嘉木，因身分及許母離開許嘉木並成為演員。曾欺骗许嘉木说孩子已经拿掉了，目前懷有许嘉木的孩子。雖然另嫁他人，但心裡還心念著許嘉木。 |

### 其他演员
| 演員   | 角色   | 介紹 |
| 熊稳稳 | 乔安逸 | 喬安好的堂弟。 |
| 钟祺   | 林诗意 | 知名演員，與喬安好對立。 |
| 张力文 | 申明哲 | 陸瑾年的助理、經紀人。 |
| 王玥婷 | 林芊芊 | 林氏集團千金，許嘉木的小迷妹，公開追求許嘉木。                                                                                             |
| 夏小翕 | 赵萌   | 喬安好高中、大學的好閨密，也是喬安好經紀人。                                                                                               |
| 天心   | 韩如初 | 許嘉木的媽媽，韓氏集團控股人。厭惡陸瑾年，讓他誤會喬安好喜歡許嘉木，要求他假裝許嘉木與喬安好結婚。常常破壞別人的好事，是個不折不扣的妖婆。 |
| 程也晴 | 甄希   | 陸瑾年的經紀人。 |

## 電視劇歌曲
| 曲序 | 曲目                     |                | 作曲   | 演唱                         |
| ---- | ------------------------ | -------------- | ------ | ---------------------------- |
| 1.   | 說愛你（片头曲）         | 米小某         | 潘成   | 熊梓淇                       |
| 2.   | 不是冲动（片尾曲）       | 艾丽雅         | 艾丽雅 | 熊梓淇、李溪芮               |
| 3.   | 冠名幫兇（推廣曲）       | 劉家澤         | 芮英杰 | 熊梓淇                       |
| 4.   | 抱著都痛（插曲）         | 劉家澤         | 鄭國鋒 | 李溪芮                       |
| 5.   | 命定的主角（插曲）       | 劉家澤         | 鄭國鋒 | 鍾祺、熊穩穩、張力文、夏小翕 |
| 6.   | 微笑糖果（插曲）         | 劉家澤、李天陽 | 鄭國鋒 | KOGIRLS                      |
| 7.   | 我不聊生（插曲）         | 劉家澤、李天陽 | 鄭國鋒 | 熊梓淇、吳祉璇               |
| 8.   | 不走心的吻別（插曲）     | 米小某         | 潘成   | 吳祉璇                       |
| 9.   | 對不起（插曲）           | 郭德紫毅       | 艾麗雅 | 吳祉璇                       |
| 10.  | 就算是謊話也可以（插曲） | 鐘抒曈         | 鐘抒曈 | 虞禕杰                       |